# باروخ باديه
باروخ باديه (بالعبرية: ברוך פדה) (1908 - 18 يونيو 2001) طبيب إسرائيلي. عمل مدير مستشفى ومديرًا عامًا لوزارة الصحة، وأستاذًا في الطب الباطني.
حصل على جائزة إسرائيل للطب في عام 1985.

## حياته
ولد في بلدة راديشكوفيتشي في بيلاروسيا. وكانت والدته تشايا ريبيكا الأخت الكبرى للكاتبة ديبورا بارون. عمل متدرباً في حركة "هاحالوتس". ودرس الطب في جامعة كارلوفا في براغ، وبعد تخرجه عام 1934 هاجر إلى فلسطين.
عمل طبيباً في شركة "هآرتس-إسرائيل للبوتاس" في سدوم، وكذلك طبيباً عاماً في العفولة والجليل وغور الأردن. وفي عام 1938 ذهب إلى الولايات المتحدة ودرس أمراض الدم هناك. وبعد عودته بعد عامين، عمل كطبيب في الجليل الأعلى وبعد ذلك في مستشفى العفولة.
خدم في الجيش الإسرائيلي في منطقة النقب. وأنشأ مستشفى عسكريًا - "المستشفى رقم 1" والذي تم إنشاؤه في خيام في كيبوتس نير عام [1].
في عام 1948 تطوع في الجيش الإسرائيلي وشغل منصب نائب كبير الأطباء، بالإضافة إلى واجباته كضابط طبي في الجبهة الجنوبية وضابط العمليات في الخدمة الطبية (لاحقًا الفيلق الطبي).
وفي عام 1949 تقاعد من الجيش وتم تعيينه مدير القسم الداخلي في مستشفى تل هشومير (مستشفى شيبا لاحقًا). في الخمسينيات كان من أوائل المستوطنين في حي تسهالا في تل أبيب. وفي عام 1955 عين أيضًا نائبًا لمدير المستشفى. وفي عام 1956 عين في منصب كبير الأطباء وخدم في هذا المنصب خلال حرب سيناء حتى نهاية عام 1962. كما أسس المعهد الوراثي في تل هشومير وكان من أوائل علماء الوراثة في إسرائيل.

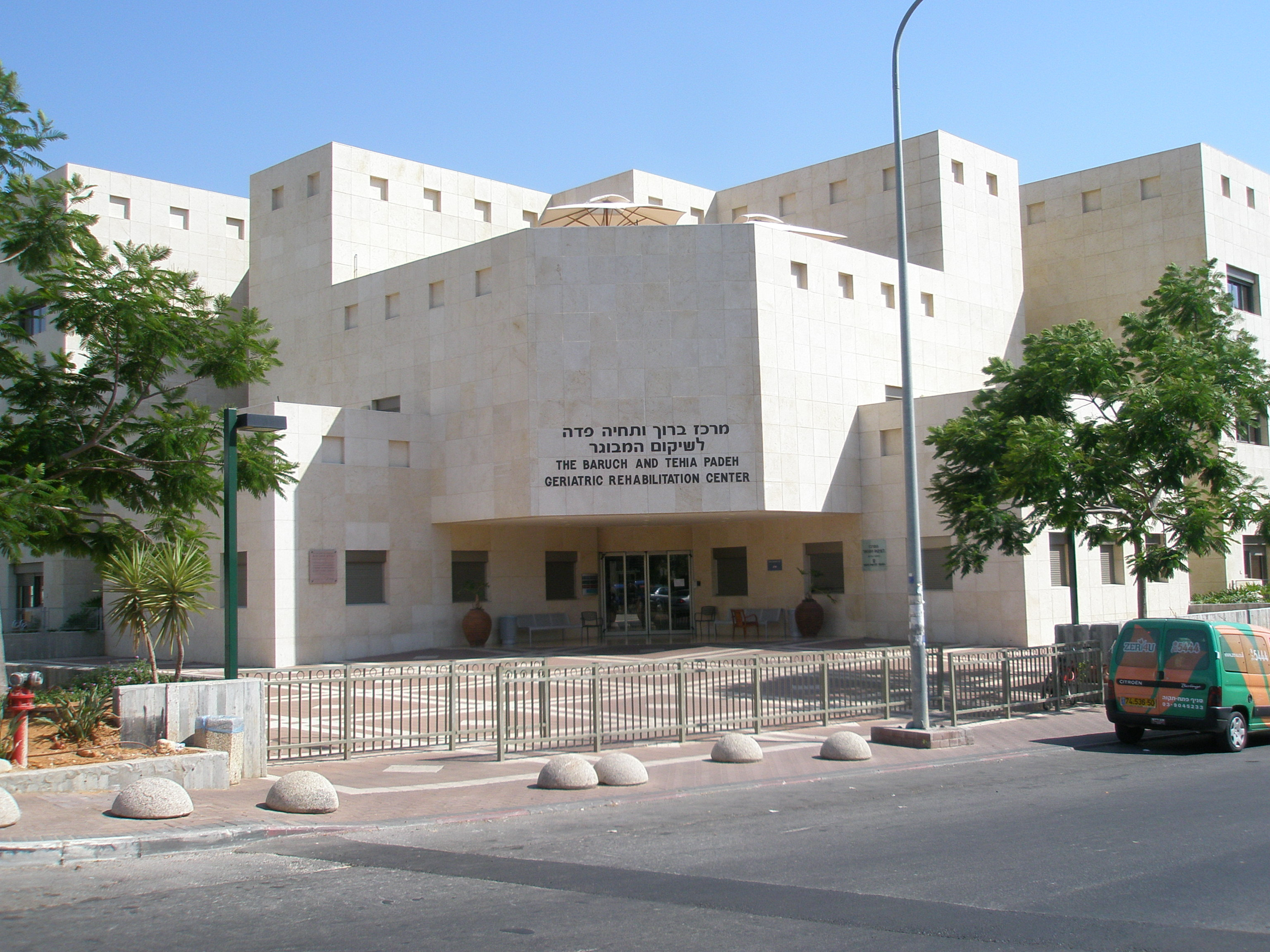
مركز باروخ باديه لتأهيل المسنين في تل هشومير

وبعد تقاعده من الجيش شغل مناصب التدريس والبحث والإدارة. ومنها منصب مدير عام وزارة الصحة بين عامي 1971 و1974 . ومن بين أسباب تقاعده من منصبه، ذكر الشعور بالبعد بينه وبين جيل الأطباء الأصغر سنا. ويضاف إلى ذلك الافتراءات حول أنشطة الوزارة التي نشرت في الصحف آنذاك في محاولة لوصف إنجازاتها بالفشل. وفي عام 1972 عين عضواً في لجنة الطاقة الذرية.
وفي الأعوام 1974 – 1976 عين مديراً لمستشفى فيوريا (الذي يحمل اسمه الآن). وبعد تقاعده انتقل مع زوجته للعيش في حتسور هجليليت. وهناك عمل كطبيب عام وعملت زوجته كمعلمة. وفي وقت لاحق افتتح معهدًا لمرضى السكري في كريات شمونة وعمل في عيادة مستوطنة كاتسرين. وفي سنواتهما الأخيرة، أسس الزوجان أرشيف الجولان.

## جوائز
وخلال حياته المهنية، كان يحظى باحترام كبير من قبل زملائه والدولة والمؤسسة الطبية، حصل على عدة جوائز منها:
- جائزة مائير - 1955
- جائزة يغال ألون - 1983
- جائزة إسرائيل للطب - 1985
- حائز على وسام رئيس الجمهورية للتطوع - 1988
- وسام وزير الصحة [الإنجليزية] لإنجاز العمر - 1999

## وفاته
كان باديه يعاني من مرض السرطان. وكانت زوجته أيضا مصابة بمرض في القلب وأدخلت المستشفى لفترة طويلة خلال عام 2001. وبعد تفاقم حالته قرر هو وزوجته إنهاء حياتهما.
وتوفي باديه في منزله بحي تسهالا في تل أبيب متأثرا بجرعة زائدة من الأدوية تناولها هو وزوجته. وترك الاثنان وراءهما رسالة وداع. وظلت زوجته في حالة خطيرة وتوفيت بعد حوالي أسبوع. ودُفن الزوجان في مقبرة في كفار يحزقيل. وتركوا وراءهم ثلاثة أبناء وأحفاد.
وفي عام 2005 سميت مستشفى فيوريا باسمه. وسمي مركز طب الشيخوخة في مستشفى شيبا باسمه هو وزوجته.